# Jeffersonville, Kentucky
Jeffersonville är en stad (city) i Montgomery County i delstaten Kentucky, USA. 2010 hade staden 1 506 invånare.